# Повернення в Небувалію
«Повернення в Небувалію» (також відомий як «Пітер Пен у поверненні в Небувалію», «Пітер Пен: Повернення в Небувалію», або просто «Пітер Пен II»; англ. Return to Never Land) — сиквел мультфільму «Пітер Пен», створений студією «DisneyToon Studios». Прем'єра мультфільму в США відбулася 10 лютого 2002 року, а в Україні — 31 жовтня 2002 року. Мультфільм отримав рейтинг G, що означає відсутність вікових обмежень.

## Сюжет
З тих пір як Венді зі своїми братами побувала в країні Нетландії і познайомилася з Пітером Пеном, минуло багато років. Вона виросла, і у неї є діти: 12-річна донька Джейн і 4-річний син Денні. Незабаром в країні починається Друга світова війна, і чоловік Венді, Едвард, їде битися. Через кілька років до Венді приходять з звісткою, що її діти повинні на час війни відправитися в провінцію. Але Джейн відмовляється їхати, пам'ятаючи слова батька перед від'їздом:
«Ти повинна, дорога, дбати про маму й Денні!» (англ. «I need you here to take care of your mom and Danny!»)
Венді намагається довести Джейн, що на світі є віра, надія і диво. Але остання, будучи переконаною реалісткою, навідріз відмовляється вірити і свариться з матір'ю і Денні. Залишившись в кімнаті одна, Джейн плаче і засинає. Прокинувшись, вона бачить перед собою піратів, які переплутали її з Венді. Вони викрадають її і відвозять в Нетландію. Там їх ватажок, капітан Крюк, розробляє план по захопленню Пітера з допомогою «Венді». Однак останній рятує дівчинку, і план Гака провалюється. Пізніше Пітер дізнається, що та, яку він врятував, зовсім не його давня подруга, а лише її дочка. Він показує їй Нетландію, але Джейн прагне повернутися додому. В цей час Гак разом з піратами відправляється в Нетландію, вирішивши відшукати Пітера Пена.
Тим часом Джейн намагається відплисти з острова, але на плаву пліт, який вона побудувала, розвалюється. Її рятує Пітер і говорить їй, що вона зможе тільки вилетіти з острова. Він намагається навчити Джейн літати, але нічого не виходить. Дізнавшись про це, капітан Крюк придумує новий план по захопленню Пітера і Пропащих Хлопців, а також за повернення вкраденого у нього Пітером скрині зі скарбами. Пітер і Пропащі Хлопці знаходять у Джейн блокнот з її особистими записами і починають грати з ним. Але помилково один з них з'їдає блокнот. Джейн сердиться, говорить в пориві гніву, що не вірить у фей, і йде.
Після цього Дінь-Дінь, яка протягом всієї половини фільму ревнувала Пітера до Джейн, захворює. Вона каже Йому, що якщо не навчити Джейн вірити в фей, то вона (тобто Дінь-Дінь) помре. Пітер і хлопці вирішують зробити її (тобто Джейн) Пропащою Дівчиськом і знайти її, щоб вона навчилася вірити в чудеса. В цей час Джейн зустрічає Гака, який пропонує їй операцію: якщо вона допоможе йому знайти скарби, то Гак поверне її додому в Англію. Він дає їй свисток з проханням: коли Джейн знайде скарби, вона подує в нього, і тоді Гак з'явиться. Але Джейн ставить умову: Гак повинен пообіцяти, що з голови Пітера і волосок не впаде.
Вони домовляються, і Гак йде, тоді як Джейн відправляється шукати Пітера. Тим часом чарівний вогник Дінь-Дінь починає гаснути, і вона потихеньку вмирає. В цей час Пітер і хлопці шукають Джейн, а вона сама приходить до них і погоджується стати Пропащою Дівчиськом. Знайшовши грот з скарбами, вона збиралася подути в свисток, але зрозумівши, що для неї важливіше дружба, викидає його (тобто свисток) у воду. Потім з'являються Пітер з хлопцями та остаточно роблять її Пропащою Дівчиськом.
Але до нещастя, наймолодший з Пропащих Хлопців знаходить свисток і дме в нього. Тут же з'являються пірати і захоплюють Пітера і Пропащих Хлопців. Капітан Гак розповідає Пітеру, що зробила Джейн, і тоді Пітер звинувачує її у зраді і каже, що Дінь-Дінь вмирає через те, що вона не вірить у фей. Зрозумівши, що вона накоїла, Джейн вирішує врятувати своїх друзів і тікає до таємного притулку Пітера, щоб знайти Дінь-Дінь, але остання вмирає. Джейн кладе її на ліжко і оплакує. Усвідомивши всю свою неправоту, вона різко переглядає свої погляди на життя і знову починає вірити в чудеса, і Дінь-Дінь оживає. Джейн радіє, але незабаром згадує про Пітері і разом з Дінь-Дінь відправляється його рятувати.
В цей час Пітера змушують пройтися по дошці, але вчасно з'являються Джейн з Дінь і, звільнивши Пропащих Хлопців, позбавляються від піратів. Після цього Джейн відбирає у Гака ключ від кайданів Пітера, але він заганяє її на верхівку щогли і наказує їй здатися. Джейн каже йому, що він не зможе перемогти, поки є віра, надія і чарівна пилок. Дінь-Дінь запилює Джейн пилком, і остання вперше злітає і звільняє Пітера. Але тут з'являється Гак і вистачає Джейн.
Пітер допомагає її, а пірати спішно спливають з потонулого «Веселого Роджера», рятуючись від гігантського восьминога, який по ходу сюжету постійно переслідував капітана Гака (замість крокодила, присутнього в першому фільмі). Потім Пітер і Дінь допомагають Джейн повернутися додому, де Пітер зустрічає Венді і радіє в душі. Після цього Пітер і Дінь-Дінь відлітають назад в Нетландію, а з війни повертається Едвард. З цього дня Джейн вирішила назавжди зберегти віру у Пітера Пена і Нетландію.

## Персонажі
- Джейн (англ. Jane) — головна героїня мультфільму. Красива і розумна, але трохи запальна 12-річна дочка Венді. У ранньому дитинстві вона любила і вірила в казки про Пітера Пена, які їй розповідала мама. Але підростаючи, вона почала втрачати віру, поки одного разу її не викрадають пірати і не відвозять в Нетландію, переплутавши з Венді. Там вона знайомиться з Пітером Пеном, який і рятує її від капітана Гака. В кінці Джейн стала вірити в Пітера.

- Пітер Пен (англ. Peter Pan) — головний герой і найкращий друг Венді. Він рятує Джейн від капітана Гака і намагається навчити її вірити в диво. В кінці Пітер проводжає Джейн додому, де він зустрічає вже дорослу Венді. Пізніше він летить назад в Нетландію.
- Дінь-Дінь (англ. Tinker Bell) — фея, яка живе з Пітером і Пропащими Хлопчаками. У цьому фільмі вона ревнує Пітера до Джейн. Одного разу дівчинка сказала, що не вірить у фей, і та почала вмирати. Але незабаром завдяки Джейн Дінь-Дінь ожила. Врешті вони стали подругами.
- Капітан Джеймс Крюк (англ. Captain James Hook) — головний антагоніст і заклятий ворог Пітера Пена. Його душа не заспокоїться, поки він не зловить хлопчика. Незабаром він викрадає Джейн, прийнявши її за Венді, але Пітер зумів врятувати її, і Гак намагався знайти інший план. Незабаром він знаходить Джейн і пропонує їй операцію, але при цьому обіцяє, що не чіпатиме Пітера Пена. Під час гри хлопчаків Гак вистачає Пітера і його друзів, крім неї. Але пірат при цьому не врахував, що дівчинка змогла б врятувати Пітера і хлопчаків. Після цього Гак вистачає Джейн, але Пітер знову рятує її. В кінці Гак спливає разом з піратами від велетенського восьминога.
- Містер Змі (англ. Mr. Smee) — пірат і вірний слуга капітана Гака. Але на відміну від інших піратів, він веселий і хоча готовий виконати будь-яку примху свого капітана, може іронізувати над ним.
- Венді Дарлінг (англ. Wendy Darling) — мати Джейн і Денні. Була закохана в Пітера Пена, коли була дівчинкою. Після останньої зустрічі з ним пройшло багато років. Венді подорослішала, одружилася і народила двох дітей. В кінці фільму вона зустрічає Пітера Пена.
- Зниклі Хлопці (англ. Lost Boys) — 6 втрачених сиріт. Вони живуть у Нетландії і ведуть своє життя, повну пригод. При цьому люблять пустувати і багато грати в небезпечні ігри. Їх лідером (тобто предводителем) є Пітер Пен.
- Денні (англ. Danny), він же Деніел (англ. Daniel) — молодший брат Джейн, який мріє стати схожим на Пітера Пена.
- Едвард (англ. Edward) — чоловік Венді і батько Джейн і Денні. На початку він іде на війну, а в кінці повертається додому.

## Ролі озвучували
- Геррієт Оуен — Джейн / юна Венді Дарлінг
- Блейн Вівер — Пітер Пен
- Корі Бертон — капітан Джеймс Крюк
- Джефф Беннетт — містер Змі / інші пірати
- Кет Сьюсі — Венді Дарлінг
- Ендрю МакДоноу — Денні
- Роджер Ріс — Едвард
- Спенсер Бреслін — Каббі
- Бредлі Пірс — Задавака
- Куїнн Бесвик — Проноза
- Аарон Спенн — Близнюки
- Френк Велкер — восьминіг/Нена-2

Джерела: